# Casa del Obrero Mundial
A Casa del Obrero Mundial (lit. Casa do Operário Mundial) ou COM foi uma organização de trabalhadores socialista libertária e anarco-sindicalista localizada no popular bairro de Tepito, na Cidade do México, fundada em 22 de setembro de 1912. Um de seus fundadores foi Antonio Díaz Soto y Gama, um dos fundadores do Partido Liberal do México (PLM) e posteriormente secretário do exército de Emiliano Zapata. O COM serviu como uma instituição cultural que promove a educação dos trabalhadores e a transformação social através de uma orientação racionalista e socialista, e como sede de vários sindicatos e associações de trabalhadores numa base de ajuda mútua.